# Hrabstwo Washakie
Hrabstwo Washakie (ang. Washakie County) – hrabstwo w stanie Wyoming w Stanach Zjednoczonych. Obszar całkowity hrabstwa obejmuje powierzchnię 2242,75 mil² (5808,7 km²). Według szacunków United States Census Bureau w roku 2009 miało 7911 mieszkańców. Jego siedzibą administracyjną jest Worland.
Hrabstwo powstało w 1911 roku. Jego nazwa pochodzi od Washakie – przywódcy plemienia Szoszonów.

## Miasta
- Ten Sleep
- Worland